# Mario Tennis: Ultra Smash
Mario Tennis: Ultra Smash (Japans: マリオテニス ウルトラスマッシュ Romaji: Mario Tenisu Urutora Sumasshu) is een computerspel uit de Mario Tennis-serie ontwikkeld door Camelot Software Planning en uitgegeven door Nintendo voor de Wii U. Het spel is internationaal uitgebracht in november 2015, en in Japan op 28 januari 2016. Het spel ontving gemixte recensies vanwege het gebrek aan inhoud.

## Spel
Spelers kunnen kiezen uit 16 speelbare karakters, voor gebruik in enkelspel of dubbelspel wedstrijden. Er zijn power-ups die karakters tijdelijk een speciale gave kunnen geven. Het spel vereist geen motion control.

### Spelmodi
Het spel heeft in totaal vier spelmodi.
- Mega Battle geeft de spelers de mogelijkheid om de Mega Mushroom te gebruiken, waarmee de speler meer kracht en een beter bereik krijgt.
- Knockback Challenge geeft de speler computergestuurde tegenstanders
- Classic Tennis geeft spelers de mogelijkheid de regels te wijzigen in het spel
- Online Mode geeft spelers de mogelijkheid met iemand in hetzelfde team te spelen. Met Online Mode is het alleen mogelijk om met een willekeurige speler te spelen, niet met een vriend. Spelers kunnen ook gebruikmaken van een amiibo om tegen andere spelers te spelen in dubbelspel.[3]

### Spelers
Het spel geeft de speler de keuze uit 16 karakters, vier van hen zijn te ontgrendelen. Daarnaast zijn er een aantal nieuwkomers in de serie.
- Mario (allround)
- Luigi (allround)
- Peach (technisch)
- Toad (snelheid)
- Daisy (allround)
- Bowser (kracht)

- Wario (kracht)
- Waluigi (defensief)
- Yoshi (snelheid)
- Boo (strategisch)
- Donkey Kong (kracht)
- Rosalina * (kracht)

- Toadette */** (snelheid)
- Green Sprixie Princess */** (technisch)
- Bowser Jr. ** (strategisch)
- Dry Bowser ** (defensief)

* = nieuw karakter, ** = vrijspeelbaar

## Ontvangst
| Recensiescore       | Recensiescore |
| Recensieverzamelaar | Score         |
| ------------------- | ------------- |
| Metacritic          | 58/100        |
| Publicist           | Score         |
| Game Informer       | 6,75/10       |
| GameSpot            | 6/10          |
| GamesRadar+         | 3/5           |
| GameTrailers        | 5,7/10        |
| IGN                 | 4.8/10        |

Mario Tennis: Ultra Smash ontving gemengde recensies, volgens beoordelingswebsite Metacritic.
In de eerste week nadat het spel uitkwam, werden er in Japan 55.331 exemplaren verkocht. Dit was 80 procent van de eerste zending.